# 192 (tal)
192 är det naturliga talet som följer 191 och som följs av 193.

## Inom vetenskapen
- 192 Nausikaa, en asteroid

## Inom matematiken
- 192 är ett jämnt tal.
- 192 är ett Praktiskt tal.